# Cantó de Montreuil-Nord
El cantó de Montreuil-Nord és un antic cantó francès del departament de Sena Saint-Denis, que estava situat al districte de Bobigny. Comptava amb part del municipi de Montreuil.
Al 2015 va desaparèixer i el seu territori es va repartir entre el cantó de Montreuil-1 i el cantó de Montreuil-2.

## Municipis
- Montreuil (part)

## Història
| Data d'elecció                           | Identitat            | Partit               | Qualitat |
| ---------------------------------------- | -------------------- | -------------------- | -------- |
| 1976-1988                                | Simone Robert        | PCF                  |          |
| 1988-2001                                | Raphaël Grégoire     | PCF                  |          |
| 2001-2008                                | Claire Pessin-Garric | MRC, després MARS-GR |          |
| 2008-                                    | Frédéric Molossi     | PS                   |          |
| les dades anteriors no són pas conegudes |                      |                      |          |
|                                          |                      |                      |          |

## Demografia
| A partir de 1990: Població sense dobles comptes |